# スーパー・ファーリー・アニマルズ
スーパー・ファーリー・アニマルズ(Super Furry Animals)は、イギリスのロックバンド。ウェールズのカーディフ出身。略称はSFA、あるいはファーリーズ(Furries)、日本では「スーファリ」という愛称でも呼称されている。1993年結成。
ウェールズの文化、言語に対しての愛着心が強く、結成当初はウェールズ語で曲を作っており、全編ウェールズ語歌詞で構成されたアルバムも発表している。
2ndアルバム以降のジャケットは、カーディフ出身のイラストレーター、ピート・ファウラーが手がけているが、2007年発表の『ヘイ・ヴィーナス!』では日本のグラフィックデザイナー、田名網敬一が担当した。

## 経歴
別々のインディーズ・バンドで活動していたメンバーが集まり、1993年にテクノバンドとして活動をスタート。1995年にロンドンでのライブを見たアラン・マッギーによって彼の経営するクリエイション・レコーズと契約。
1996年にそのクリエイションからデビュー・アルバム『ファジー・ロジック』を発表。「サムシング・4・ザ・ウィークエンド」「ゴッド！ショウ・ミー・マジック」など、4枚ものシングルカットにも支えられたアルバムは好セールスを記録。
その後はコンスタントにアルバムをリリース。2000年刊行のQマガジン誌が選ぶ「過去最も偉大な英国アルバムのTop100」にも選ばれるほど高評価を博した1997年の『ラジエイター』、トロピカル音楽やホーン・セッションを取り入れてメジャー･ヒットを記録した1999年の『ゲリラ』、全編ウェールズ語歌詞で統一された2000年の『ムーング』からは音楽面以外の芸術性も注目を集めた。2001年の『リングス・アラウンド・ザ・ワールド』ではサンプリングを巧みに活用し、評価・セールス両面で大きな成功を収めた。
対テロ戦争などの不穏な世相が反映され、これまでで最もシリアスに政治色を打ち出した2003年の『ファントム・パワー』と、「平和」をテーマにした2005年の『ラヴ・クラフト』という2つのコンセプト･アルバムを経て、2007年の『ヘイ・ヴィーナス！』ではパーティー要素を満載したポジティヴィティを3分ソングに凝縮したポップイズムが好評を博し各国で軒並み高成績を収めた。
2008年には、以前からソロ活動を展開していたグリフによるネオン・ネオンというサイド・プロジェクトがファーリーズの活動と並行して本格始動した。
2009年3月には9作目『ダーク・デイズ / ライト・イヤーズ』を自身のHPからデジタル･リリース。後日CDフォーマットでのフィジカル・リリースを行うという、レディオヘッドやナイン・インチ・ネイルズなどが行った変則形態での作品発表を実践した。それと同時に、スタジオで行われているレコーディングやミックスの模様をウェブ上でストリーミングさせるなど実験的な試みはなお尽きない。
2010年に活動休止するも、2015年に『ムーング』発売15周年を記念して活動を再開。翌2016年には北米ツアーを行い、約7年振りとなる新曲『Bing Bong』をリリースした。

## メンバー

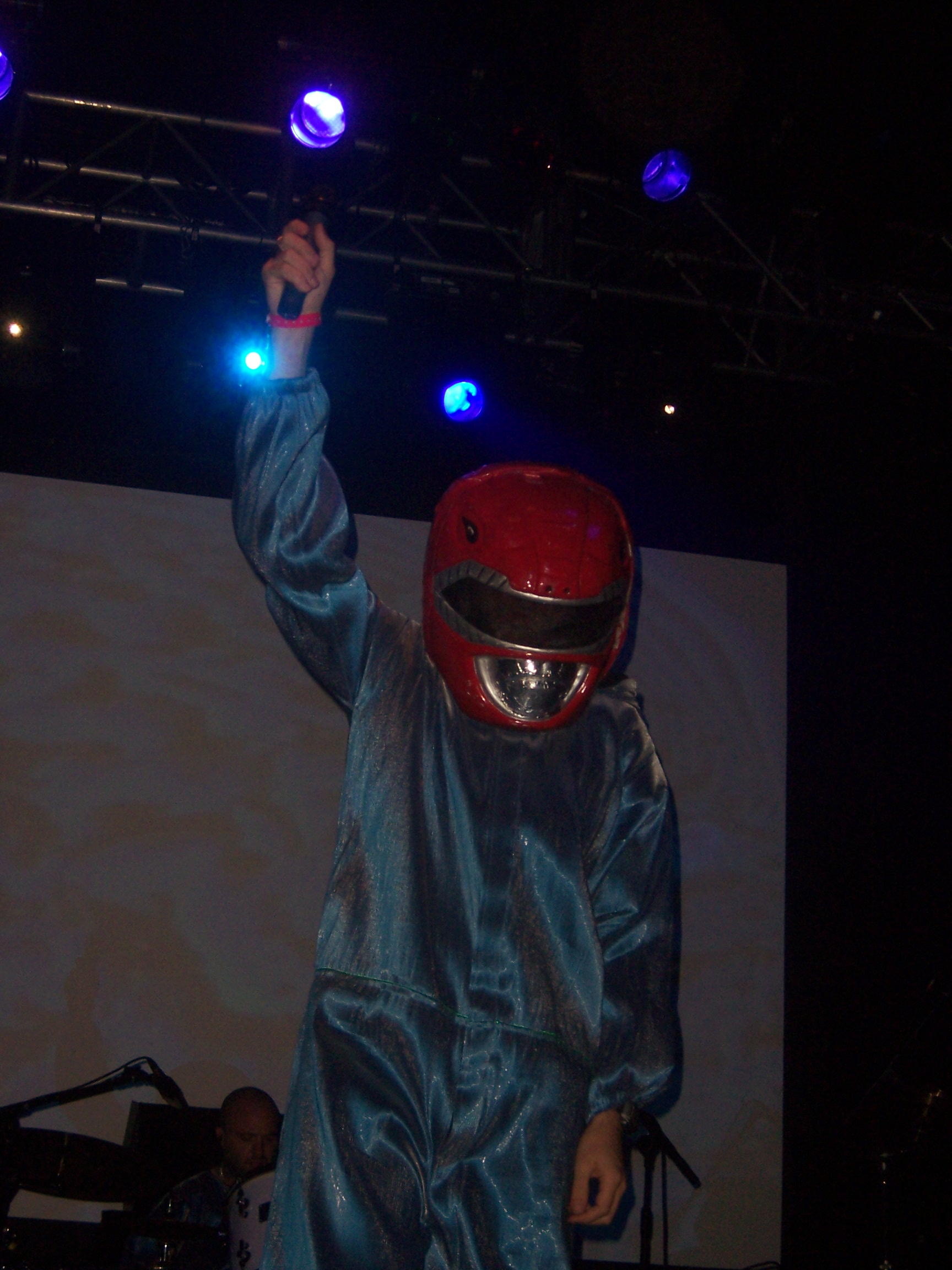
グリフ・リースのライブ・パフォーマンス.

- グリフ・リース (Gruff Rhys)　-ボーカル
- ヒュー・バンフォード (Huw Bunford)　-ギター
- ギト・プライス (Guto Pryce)　-ベース
- キアン・キアラン (Cian Ciaran)　-キーボード、ピアノ
- ダヴィズ・イェイアン (Dafydd Ieuan)　-ドラム

## 豆知識
- 1996年の初来日、名古屋クアトロでは実売動員わずか14人というロック史に残る伝説を残した。
- 一時期は、メンバー全員が動物のぬいぐるみ衣装を着込んでライヴを行っていた。現在では、グリフがジュウレンジャー(パワーレンジャー)のフルフェイスを被ってライブ・パフォーマンスする姿が恒例となっている。

## アルバム

### オリジナルアルバム
- ファジー・ロジック　Fuzzy Logic (1996)
- ラジエイター　Radiator (1997)
- ゲリラ　Guerrilla (1999)
- ムーング　Mwng (2000)
- リングス・アラウンド・ザ・ワールド　Rings Around The World (2001)
- ファントム・パワー　Phantom Power (2003)
- ラヴ・クラフト Love Kraft (2005)
- ヘイ・ヴィーナス！　Hey Venus! (2007)
- ダーク・デイズ/ライト・イヤーズ　Dark Days/Light Years (2009)

### リミックス、ベストアルバム
- Outspaced (1998)
- ファントム・フォース　Phantom Force (2004)
- ソングブック・ザ・シングルスVOL.1  Songbooks : the Singles 1 (2004)
- Zoom! the Best of(2016)